# Acalolepta defectrix
Acalolepta defectrix är en skalbaggsart som först beskrevs av Francis Polkinghorne Pascoe 1866.  Acalolepta defectrix ingår i släktet Acalolepta och familjen långhorningar. Inga underarter finns listade i Catalogue of Life.